# Alkanna saxicola
Alkanna saxicola är en strävbladig växtart som beskrevs av Hub.-mor. Alkanna saxicola ingår i släktet Alkanna och familjen strävbladiga växter. Inga underarter finns listade i Catalogue of Life.